# Liste der Monuments historiques in Daix
Die Liste der Monuments historiques in Daix führt die Monuments historiques in der französischen Gemeinde Daix auf.

## Liste der Objekte
| Bezeichnung                            | Beschreibung | Standort                         | Kennzeichnung | Schutzstatus | Datum | Bild |
| -------------------------------------- | --- | -------------------------------- | ------------- | ------------ | ----- | ---- |
| Grabstein für Jean Heugo               | Kalkstein, bezeichnet 1581                                                                                             | in der Kirche St-Laurent (Lage)  | PM21000704    | Classé       | 1936  |      |
| Grabstein für Calon de Saulx           | Kalkstein, bezeichnet 1270; im Archäologisches Museum Dijon deponiert                                                  | in der Prieuré de Bonvaux (Lage) | PM21000705    | Classé       | 1931  |      |
| Grabstein für Eudes und Aalys de Saulx | Kalkstein, bezeichnet 1259 und 1276; im Archäologisches Museum Dijon deponiert                                         | in der Prieuré de Bonvaux (Lage) | PM21000706    | Classé       | 1931  |      |
| Grabstein für Ponce de Saulx           | Kalkstein, bezeichnet 1307; im Archäologisches Museum Dijon deponiert                                                  | in der Prieuré de Bonvaux (Lage) | PM21000707    | Classé       | 1931  |      |
| Grabstein für Guillaume de Fontaine    | Kalkstein, bezeichnet 1309; im Archäologisches Museum Dijon deponiert                                                  | in der Prieuré de Bonvaux (Lage) | PM21000708    | Classé       | 1931  |      |
| Grabstein für Renaud d’Etaules         | Kalkstein, bezeichnet 1314; im Archäologisches Museum Dijon deponiert                                                  | in der Prieuré de Bonvaux (Lage) | PM21000709    | Classé       | 1931  |      |
| Grabstein für Marie Bijois             | Kalkstein, bezeichnet 1345; im Archäologisches Museum Dijon deponiert                                                  | in der Prieuré de Bonvaux (Lage) | PM21000710    | Classé       | 1931  |      |
| Grabstein für Robert d’Aubigny         | Kalkstein, bezeichnet 1345; aus der Kirche St-Bernard in Fontaine-lès-Dijon; im Archäologisches Museum Dijon deponiert | in der Prieuré de Bonvaux (Lage) | PM21000711    | Classé       | 1931  |      |
| Skulptur Heiliger Laurentius           | Aufsatz eines Prozessionsstabs; Holz, farbig gefasst und vergoldet, um 1700                                            | in der Kirche St-Laurent (Lage)  | PM21004714    | Inscrit      | 2007  |      |
| Skulptur Heiliger Sebastian            | Aufsatz eines Prozessionsstabs; Holz, farbig gefasst und vergoldet, um 1700                                            | in der Kirche St-Laurent (Lage)  | PM21004715    | Inscrit      | 2007  |      |
| Skulptur Heilige Katharina             | Aufsatz eines Prozessionsstabs; Holz, farbig gefasst und vergoldet, um 1700                                            | in der Kirche St-Laurent (Lage)  | PM21004716    | Inscrit      | 2007  |      |
| Schrank für die Laurentiusskulptur     | Holz, bezeichnet 1784                                                                                                  | in der Kirche St-Laurent (Lage)  | PM21004717    | Inscrit      | 2007  |      |